# جاك اودبيرتي
جاك اودبيرتي (بالفرنسية: Jacques Audiberti)‏ (و. 1899 – 1965 م) هو كاتب، وكاتب مسرحي، وشاعر، وكاتب سير ذاتية، وصحفي، من فرنسا، ولد في أنتيب، توفي في الدائرة الخامسة في باريس، عن عمر يناهز 66 عاماً.

## جوائز
حصل على جوائز منها:
- Prix Mallarmé [الإنجليزية]‏ (1937)
- وسام جوقة الشرف.[11]

## وصلات خارجية
- جاك اودبيرتي على موقع IMDb (الإنجليزية)
- جاك اودبيرتي على موقع الموسوعة البريطانية (الإنجليزية)
- جاك اودبيرتي على موقع مونزينجر (الألمانية)
- جاك اودبيرتي على موقع ألو سيني (الفرنسية)
- جاك اودبيرتي على موقع ميوزك برينز (الإنجليزية)
- جاك اودبيرتي على موقع قاعدة بيانات الأفلام السويدية (السويدية)
- جاك اودبيرتي على موقع قاعدة بيانات الفيلم (الإنجليزية)
- جاك اودبيرتي على موقع كينوبويسك (الروسية)